# Eupithecia immundata
Eupithecia immundata, auch Blasser Christophskraut-Blütenspanner genannt, ist ein Schmetterling (Nachtfalter) aus der Familie der Spanner (Geometridae).

## Merkmale

### Falter
Die Flügelspannweite der Falter beträgt 17 bis 21 Millimeter. Die Grundfarbe der Vorderflügel ist zumeist gelbbraun. Zeichnungselemente sind selbst bei frisch geschlüpften Exemplaren nur schwach erkennbar. Drei blasse Querlinien sind meist ziemlich kontrastarm und heben sich kaum vom Untergrund ab. Ein Mittelpunkt fehlt. Die ebenfalls fast zeichnungslosen Hinterflügel sind geringfügig heller als die Vorderflügel.

### Ei
Das weißliche bis hellgrüne Ei besitzt einen spitzen und einen stumpfen Pol. Die Oberfläche ist mit einem Netz von schwach ausgeprägten Zellen überzogen.

### Raupe
Erwachsene Raupen sind weißlich, kurz und dick, haben deutlich eingeschnürte Segmente und wirken madenförmig. Kopf und Nackenschild sind schwarzbraun.

### Puppe
Die Puppen haben eine honig- bis bernsteingelbe Farbe und zeigen grünliche Flügelscheiden. Am Kremaster befinden sich sechs kurze Borsten.

### Ähnliche Arten
Eupithecia plumbeolata ist etwas kleiner, kontrastreicher gezeichnet und besitzt außerdem ebenso wie auch Eupithecia thalictrata eine überwiegend graubraune Grundfärbung.
Wie bei vielen Blütenspanner-Arten sollte eine zuverlässige Bestimmung durch Spezialisten erfolgen, und auch eine genitalmorphologische Analyse ist zur eindeutigen Zuordnung anzuraten.

## Geographische Verbreitung und Vorkommen
Eupithecia immundata kommt hauptsächlich in der Mitte und im Nordosten Mitteleuropas sowie in den Pyrenäen, den Alpen und den Karpaten vor. Die Art bevorzugt schattige und krautreiche Laub- und Mischwälder.

## Lebensweise
Die Falter sind überwiegend nachtaktiv und von Ende Mai bis Ende Juli zu finden. Sie erscheinen in beiden Geschlechtern auch an künstlichen Lichtquellen. Die Eier werden einzeln an die noch unreifen Früchte der Raupennahrungspflanze gelegt. Die Raupen leben im Juli und August. Sie ernähren sich von den Früchten des Christophskrautes (Actea spicata), in denen sie auch leben. Wenn sie ausgewachsen sind, lassen sie sich zu Boden fallen und verpuppen sich in einem festen Gespinst an oder in der Erde. Die Puppen überwintern, zuweilen zweimal.

## Gefährdung
In Deutschland ist Eupithecia immundata lokal verbreitet, gebietsweise selten und wird in der Roten Liste gefährdeter Arten auf der Vorwarnliste geführt. In Bayern und Mecklenburg-Vorpommern wird die Art als „potentiell gefährdet“ (Kategorie 4) eingestuft.